# Colonia Pedro María Anaya
Colonia Pedro María Anaya es una localidad del estado mexicano de Guanajuato. Es parte del municipio de Celaya.

## Toponimia
El nombre de la localidad rinde homenaje a Pedro María Anaya, general mexicano de la invasión estadounidense de México.

## Demografía
| Censo | Población |
| ----- | --------- |
| 2000  | 1 037     |
| 2010  | 1 543     |
| 2020  | 1 642     |